# The Water Rights War
The Water Rights War è un cortometraggio muto del 1912 diretto da George Melford.

## Trama
Steve e Grueff, proprietari di ranch, litigano senza sosta rivendicando ognuno per sé il diritto di utilizzare l'acqua che si trova nei loro terreni. Dopo che Steve ha eretto abusivamente delle barriere, Grueff lo fa finire in prigione. Il giovane riuscirà a evadere, aiutato da Mabel, la figlia di Grueff, che si è innamorata di lui. Dopo una fuga d'amore che li porta dal giudice di pace, i due tornano sposati e l'armonia ritorna a regnare tra i due vicini litigiosi che ora hanno, finalmente, degli interessi in comune.

## Produzione
Il film, prodotto dalla Kalem Company, fu girato a Glendale, in California.

## Distribuzione
Distribuito dalla General Film Company, il film - un cortometraggio di una bobina - uscì nelle sale cinematografiche statunitensi il 27 novembre 1912.